# Palmeira (Kap Verde)
Palmeira ist eine kleine Stadt und Handelshafen an der Westküste der Insel Sal in der Republik Kap Verde. Der Ort hat etwa 500 Einwohner und liegt 7 Meter über dem Meeresspiegel.

## Infrastruktur
In einer geschützten Bucht, um die herum Palmeira entstanden ist, befindet sich der auch von größeren Schiffen anfahrbaren Haupthafen von Sal. Über diesen gelangt der Großteil der Waren und Güter auf die Insel, wozu insbesondere auch der Treibstoff gehört, der von den Fluggesellschaften benötigt wird. Die Hafenstadt liegt etwa vier Kilometer entfernt von der Inselhauptstadt Espargos.

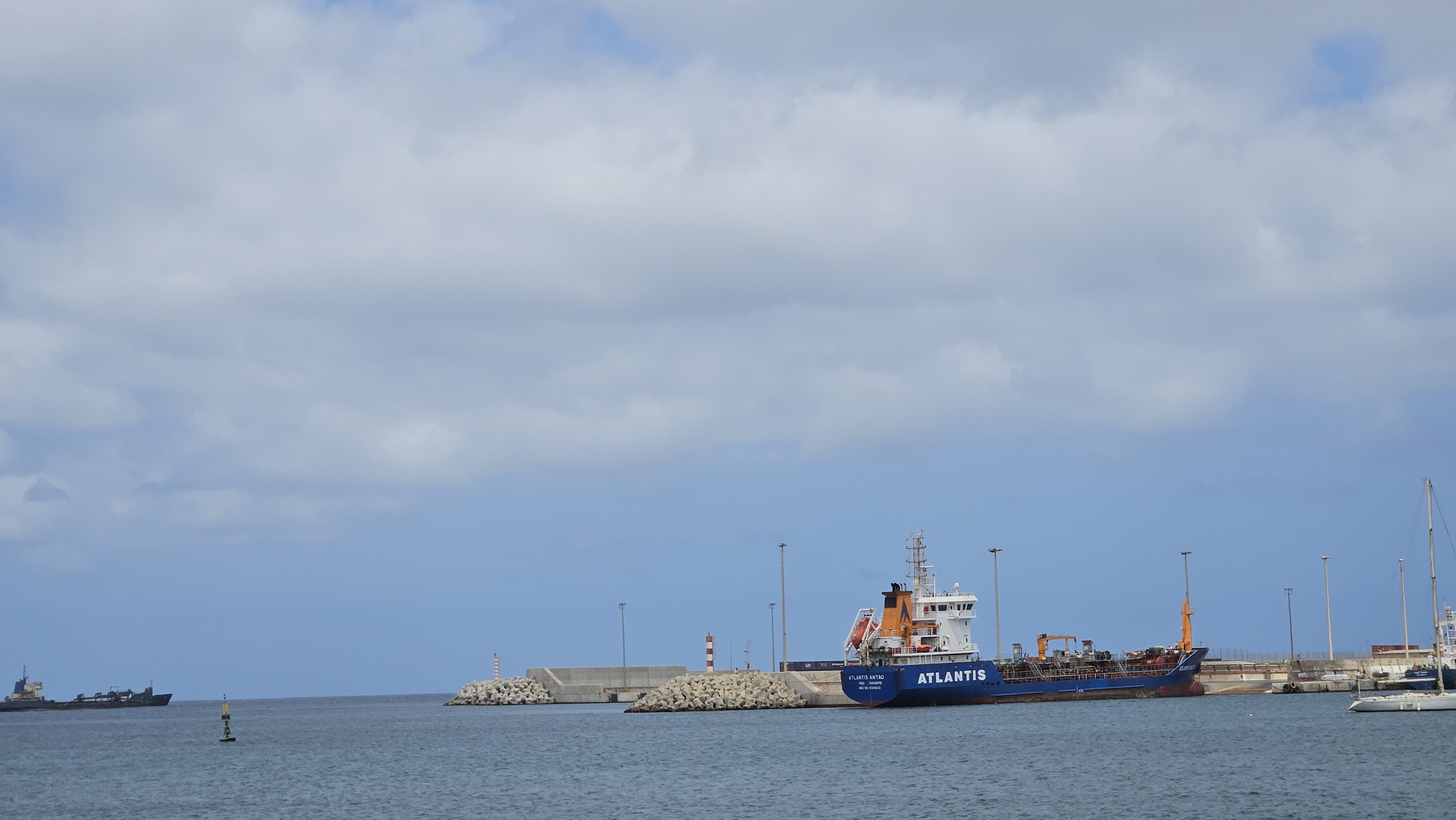
Hafen von Palmeira

Neben dem Handelshafen befindet sich in der Bucht weiter auch Anlegestellen für die Boote der ansässigen Fischer. Das Stadtbild Palmeiras ist wenig attraktiv. Es wird geprägt durch die Werft- und Hafenanlagen, Wracks sowie große Öltanks und Lagerhallen. Auch der südlich der Stadt gelegene Strand wird keiner Reinhaltung unterzogen. Im Norden der Stadt werden einige Windkraftanlagen betrieben, die den beständigen Passatwind zur Stromerzeugung ausnutzen. Der Ortskern Palmeiras zeigt sich dagegen etwas urtümlicher: Dort befindet sich unter anderem die antike Markthalle, die sich in einem guten Zustand befindet und von den Bauern der Insel immer noch regelmäßig für den Verkauf ihrer Fleisch- oder Gemüseprodukte genutzt wird. In den relativ engen Straßen des Ortskerns befinden sich einige Bars und Spelunken, wie sie in Hafenstädten üblich sind.

## Geografie
Im Hinterland von Palmeira befindet sich eine Oase, die von einigen der Einwohner zur Landwirtschaft für den Unterhaltserwerb genutzt wird. Die einzige befestigte Straße führt nach Espargos, daneben existieren einige Sandpisten. Eine davon führt Richtung Süden zum Strand von Praia Fontana, eine weitere führt nordwärts nach Buracona, einem für Touristen interessanten Ort. Dort befindet sich in den vulkanischen Basaltfelsen der Atlantikküste ein natürlich entstandenes Bassin, welches wegen seiner leicht erhöhten Lage nicht direkt ins Meer führt, durch die starke Brandung jedoch ständig mit frischem Wasser versorgt wird. Bei ruhiger See kann man in diesem Naturbecken ein erfrischendes Bad nehmen. Unweit davon befindet sich das sog. „Blaue Auge“, ein Felsdurchbruch einige Meter zum Meer hinunter, durch den zu bestimmten Tageszeiten die Sonne hindurch scheint und das Wasser in diesem dann blau leuchten lässt.

## Galerie

Traditionelles Fischen in Palmeira
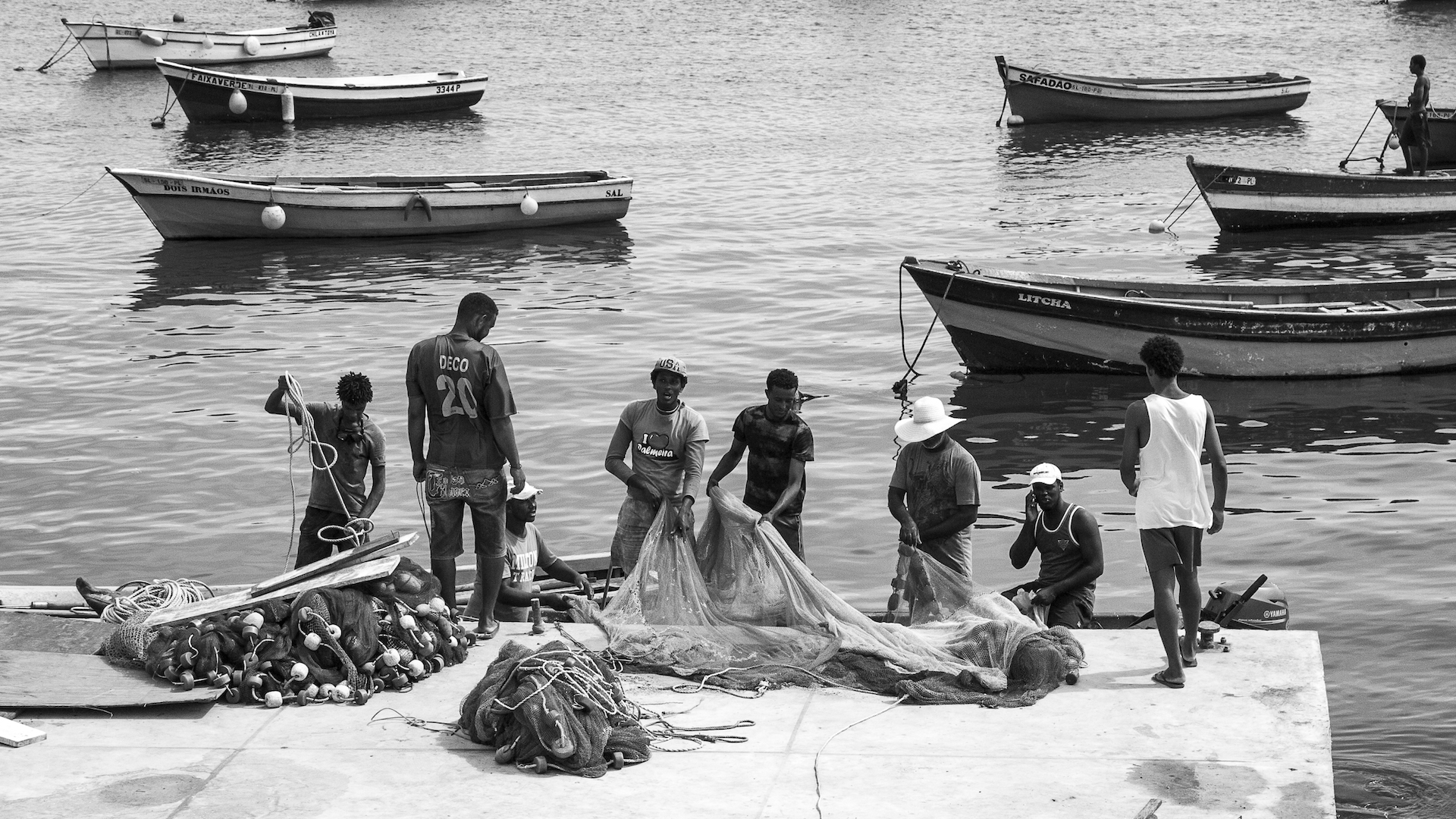
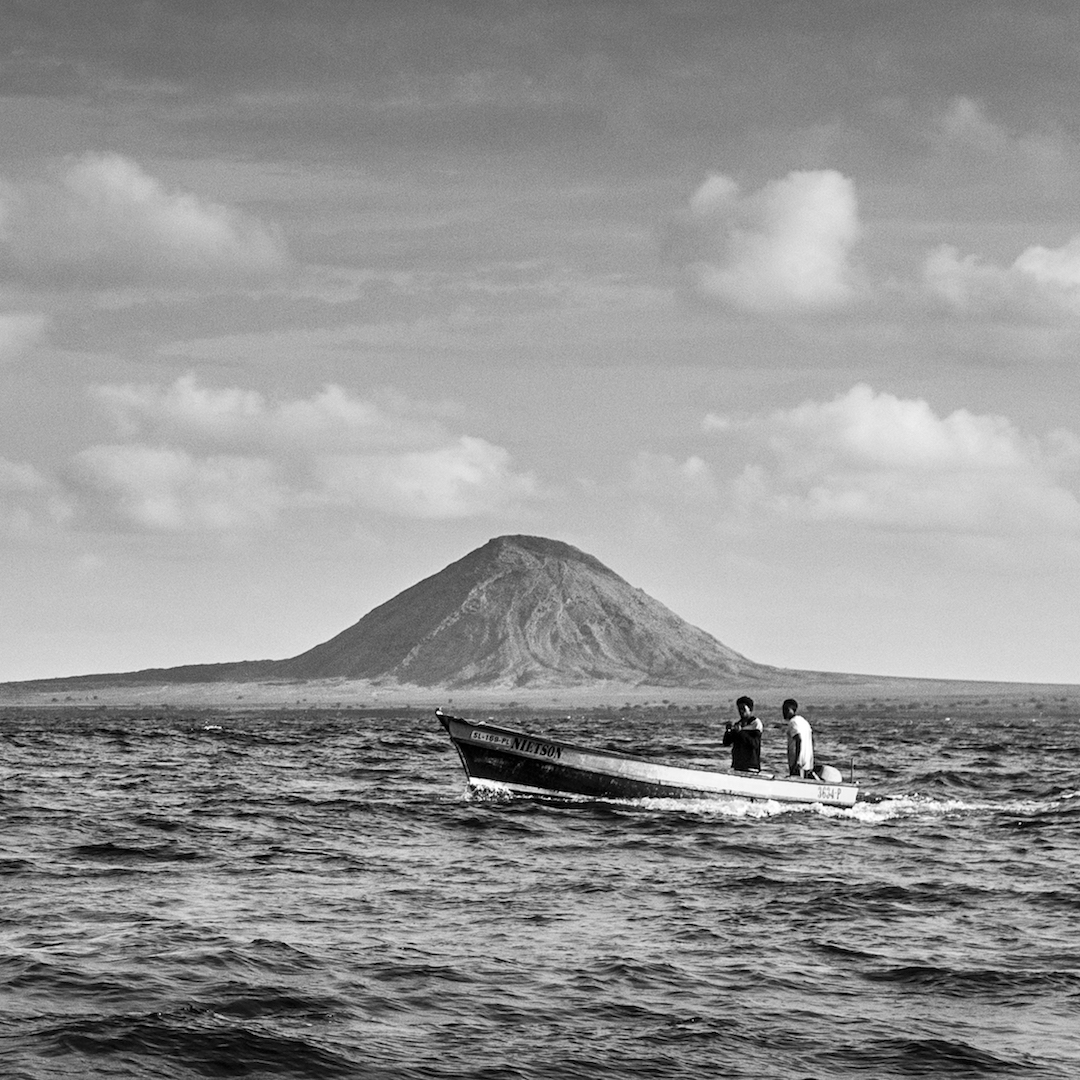
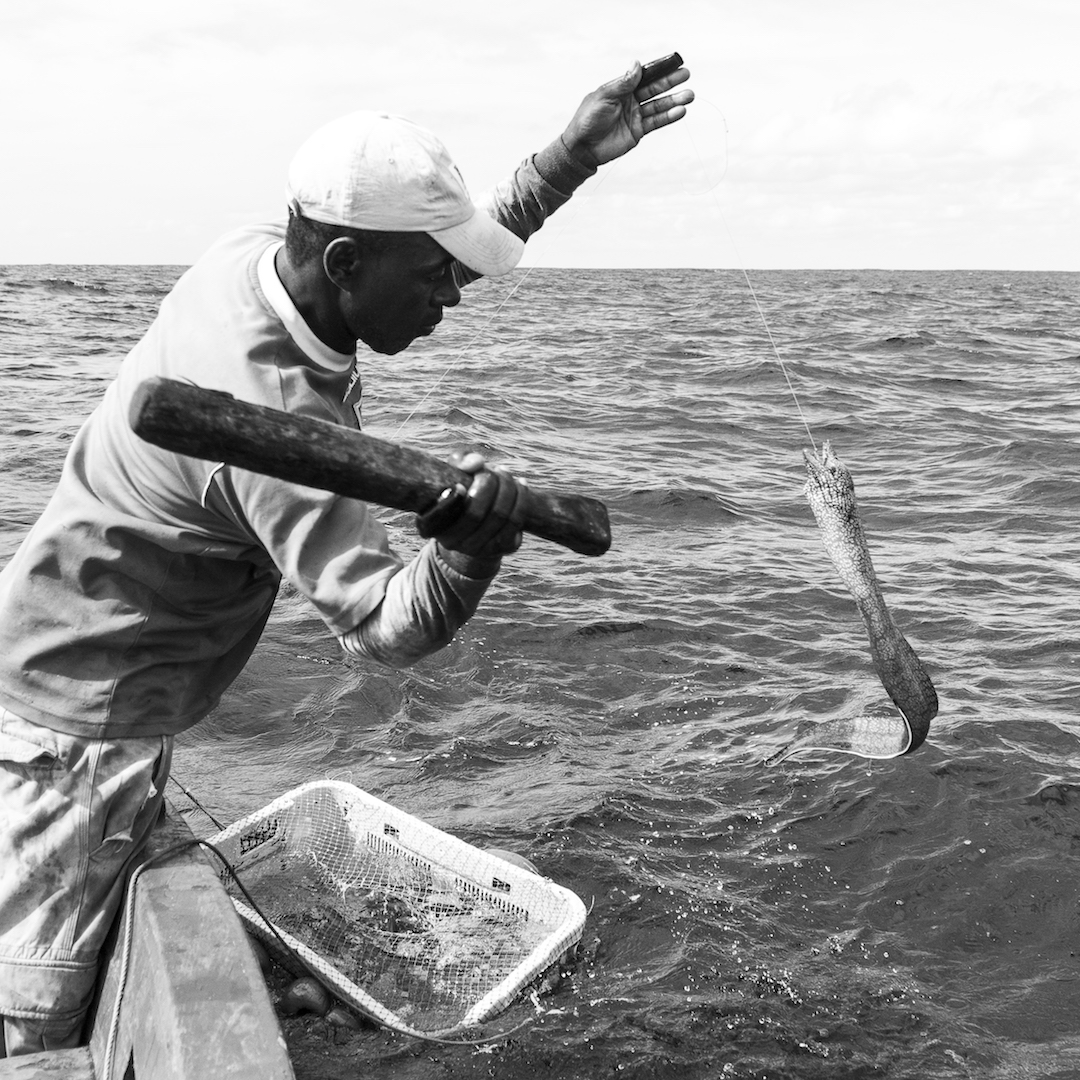
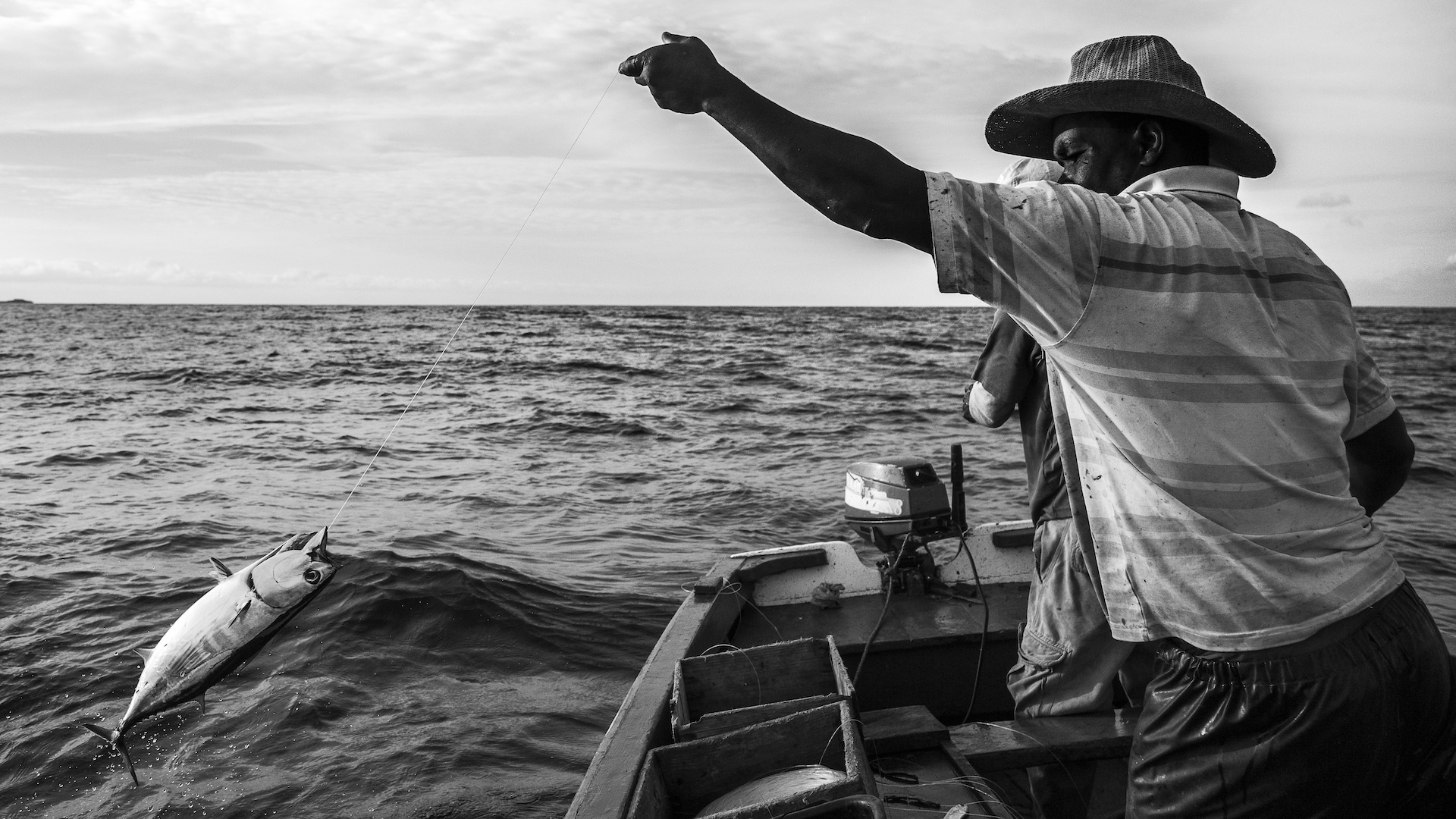
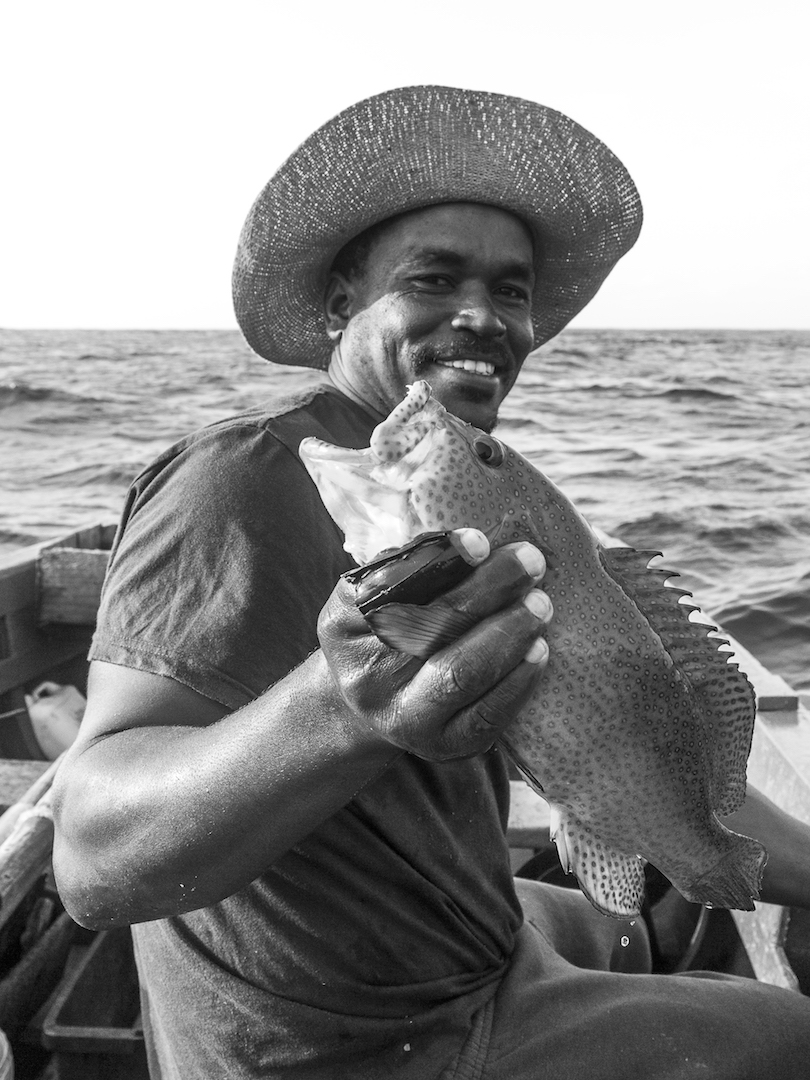